# 1753
| 1753               |
| ------------------ |
| Dødsfald - Fødsler |
| • Begivenheder     |

| Gregoriansk kalender | 1753 MDCCLIII           |
| Ab urbe condita      | 2506                    |
| Armensk kalender     | 1202 ԹՎ ՌՄԲ             |
| Kinesiske kalender   | 4449 – 4450 壬申 – 癸酉 |
| Etiopisk kalender    | 1745 – 1746             |
| Jødisk kalender      | 5513 – 5514             |
| Hindukalendere       |                         |
| - Vikram Samvat      | 1808 – 1809             |
| - Shaka Samvat       | 1675 – 1676             |
| - Kali Yuga          | 4854 – 4855             |
| Iransk kalender      | 1131 – 1132             |
| Islamisk kalender    | 1166 – 1167             |

Konge i Danmark: Frederik 5. 1746-1766
Se også 1753 (tal)

## Begivenheder
- 17. februar I Sverige bliver 17. februar efterfulgt af 1. marts i forbindelse med overgangen til den gregorianske kalender.
- 4. april - Parlamentet i Kongeriget Storbritannien vedtager at etablere British Museum.
- 29. juni Der indføres et "generallotteri", som afløser forskellige, tidligere lotterier. Indtægterne går til Det Kongelige Opfostringshus.

## Født
- 8. maj – Miguel Hidalgo, mexicansk revolutionær (død 1811)
- 24. december – Anders Gamborg, dansk filosof (død 1833)
- 25. december - Olav Olavsen, dansk-norsk-islandsk arkitekt og jurist (død 1832).